# Grygla
Grygla är en ort (city) i Marshall County i delstaten Minnesota i USA. Orten hade 180 invånare, på en yta av 1,50 km² (2020).

## Kontrovers över älgstam
En älgstam under översyn av Minnesota Department of Natural Resources lever i närheten av Grygla. Stammen frambringade mycket irritation över åren, och alltmedan stammen växte ansåg bönderna i Grygla att djuren förstörde deras odlingar. Bönderna lobbade 1985 för att de skulle flytta älgarna, något som aldrig genomfördes. 1987 röstades det igenom en kompensation för skador på böndernas odlingar, och att begränsa antalet älgar till mellan 20 och 30 djur genom säsongsjakt, om nödvändigt. Den senaste älgjakten som ägde rum i Grygla var år 1998.